# Alois Cígner
Alois „Lojza“ Cígner (3. května 1903 – 17. února 1986) byl československý všestranný sportovec — věnoval se aktivně těžké (zápasení) i lehké (běh) atletice a vodním sportům (kanoistika).

## Sportovní činnost
Výrůstal v Berouně v domě u vlakového nádraží nedaleko řeky Litavky. Jeho otec pracoval u železnice jako mašinfíra. Po maturitě na reálném gymnáziu odešel v roce 1923 za prací do Prahy. Pracoval na celním úřadě. Jeho vzorem byl od mala Gustav Frištenský a v Praze začal navštěvovat těžkoatletický klub KA Žižka 1897 v Dušní ulici. Zápasení se věnoval aktivně do zranění nohy v roce 1926.

### Kanoistika
Při zápasení v KA Žižka se spřátelil s Pražákem Karlem „Johny“ Víznerem. Oba dva prakticky vyrostli u vody a na jaře 1927 utvořili závodní kanoistickou dvojici. On byl háček a Johny kormidelník. Svůj první vložený závod jeli na pražských primátorkách v roce 1927 s vypůjčenou lodí Hamburák od Emericha Ratha a v cíli nadělili druhým v pořadí 60 m. Sil měli z těžkoatletického klubu na rozdávání, ale scházela jim technika pádlování v pokleku. Tu odkoukávali na mezinárodních závodech od Němců. Jejich vzorem byla především posádka Bruder/Neufert. Zjistili také například, že Němci používají podstatně lehčí dřevěná pádla. Německé posádky začali porážet od roku 1929. V červnu 1929 vyhráli poprvé populární etapový závod České Budějovice–Praha v celkovém čase 14:58:16,0 za klub vodních sportů (KVS) Praha.
Zápasení na žíněnce po svém přestupu ke kanoistice zanechal, ale za klub KA Žižka nadále závodil v běžeckých závodech. Jeho parťák Karel Vízner v roce 1931 s kanoistikou skončil. V roce 1932 našel nového parťáka Karla Šandu. V roce 1933 získal se Šandou na domácím mistrovství Evropy v rychlostní kanoistice v Praze titul mistrů Evropy na trati 1000 m. V roce 1934 se Šandou připravoval na obhajobu titulu, ale jeho partnera v červenci odvedli vojáci. Narychlo tak přesvědčil k návratu Karla Víznera a v srpnu společně dojeli na třetím místě na mistrovství Evropy v rychlostní kanoistice v Kodani na trati 1000 m – závodilo se netradičně na moři. V dalších dvou letech závodil v páru s Bohuslavem Karlíkem. Na olympijských hrách v Berlíně v roce 1936 však mohla startovat pouze jedna české posádka a tou se nakonec stala dvojice Jan Brzák-Felix/Vladimír Syrovátka.
V září 1936 se oženil s kajakářkou Annou Fojtovou (1911-1969) a záhy byl jako celní úředník převelen z Prahy do Podmokel u Děčína (německy Tetschen-Bodenbach). Na Děčínsku v aktivní sportovní činnosti nepokračoval. V roce 1938 se důsledkem Mnichovské dohody vrátil do Prahy.

### Jiu-jitsu (Judo)
Na přelomu dvacátých a třicátých let dvacátého století byly v tisku hojně inzerovány nabídky lekcí sebeobrany jiu-jitsu. Zvědavost mu nedala a začal chodit na lekce sebeobrany k Hugo Slípkovi do paláce YMCA. Vážněji se s jiu-jiu jako sportem začal zabývat na podzim 1934 s přestupem do Vysokoškolského sportu, při kterém zřídil sportovní oddíl jiu-jitsu maďarský instruktor Dobó Fülöp – do roku 1934 nebylo jiu-jitsu vnímáno jako sport.
V prosinci 1934 se účastnil mistrovství Evropy v jiu-jitsu v německých Drážďanech. Pořadatel turnaj nazval mistrovstvím Evropy, ale jednalo se spíše o evropský pohár. Turnaje se účastnili členové jednotlivých národních jiu-jitsu klubů bez rozdílu občanství. Názorným příkladem byl zástupce českého Vysokoškolského sportu Dobó Fülöp, který měl maďarské občanství. Turnaje se účastnili nakonec kluby ze 4 zemí – Německo, Československo, Maďarsko a Lotyšsko. Cígner obsadil v (polo)lehké váze do 63 kg třetí místo.
V roce 1940 se stal prvním držitelem mistrovského titulu ve střední váze v jiu-jitsu. V období protektorátu Čechy a Morava se také účastnil klubových střetnutí v barvách spolku Radostně vpřed.
V roce 1969 žil v Praze v Košířích. Zemřel v roce 1986 ve věku 82 let. Jeho parťák ze zápasnického klubu a kanoe Karel Vízner opustil svět pár hodin po něm.